# Бирзан
Бирзан (рум. Bârzan) — село у повіті Алба в Румунії. Входить до складу комуни Лупша.
Село розташоване на відстані 309 км на північний захід від Бухареста, 41 км на північний захід від Алба-Юлії, 54 км на південний захід від Клуж-Напоки.

## Населення
За даними перепису населення 2002 року у селі проживали 45 осіб, усі — румуни. Усі жителі села рідною мовою назвали румунську.